# Servidor Apache
O Servidor HTTP Apache (do inglês Apache HTTP Server) ou Servidor Apache ou HTTP Daemon Apache ou somente Apache, é o servidor web livre criado em 1995 por um grupo de desenvolvedores da NCSA (National Center for Supercomputing Applications), tendo como base o servidor web NCSA HTTPd criado por Rob McCool. É a principal tecnologia da Apache Software Foundation, responsável por mais de uma dezena de projetos envolvendo tecnologias de transmissão via web, processamento de dados e execução de aplicativos distribuídos.
É um servidor do tipo HTTPD (do inglês: HTTPd stands for Hypertext Transfer Protocol daemon), compatível com o protocolo HTTP versão 1.1. Suas funcionalidades são mantidas através de uma estrutura de módulos, permitindo inclusive que o usuário escreva seus próprios módulos utilizando a API do software.
É disponibilizado em versões para os sistemas operacionais Windows, Novell, OS/2 e outros do padrão POSIX IEEE 1003 (Unix, Linux, FreeBSD, etc.).
Em janeiro de 2021, a Netcraft estimou que o Apache servia 24,63% dos milhões de sites mais ocupados, enquanto o Nginx atendia 23,21% e a Microsoft estava em terceiro lugar com 6,85% (para algumas das outras estatísticas da Netcraft, o Nginx está à frente do Apache), enquanto de acordo com a W3Techs, o Apache está classificado em primeiro lugar com 35,0% e o Nginx em segundo com 33,0% e Cloudflare Server em terceiro com 17,3%.

## Etimologia
O nome dado pela Fundação Apache Software possui algumas origens:
- em referência à nação Apache, tribo de nativos americanos que tinha, em combate, grande resistência e estratégias superiores. Uma alusão à resistência da comunidade do software livre aos ataques de interesses privados;
- refere-se também à estabilidade do servidor Apache e a sua variedade de ferramentas capazes de lidar com qualquer tipo de solicitação na web;
- aceita popularmente porém refutada pela Fundação, é que o nome viria da expressão "a patchy server", do inglês significa um servidor remendado, ou melhoria no software, dada a origem do programa, criado sobre o código do servidor da NCSA, no qual foram adicionados diversos patches.[7]
- após o lançamento do servidor Tomcat, um sistema auxiliar ao Apache que cuida do processamento de aplicativos em Java. Onde "Tomcat" é o nome da aeronave estadunidense, F-14 Tomcat e, Apache é o nome do helicóptero de ataque, AH-64 Apache.[carece de fontes?]

## Segurança
Para garantir segurança nas transações HTTP, o servidor dispõe de um módulo chamado mod_ssl, o qual adiciona a capacidade do servidor atender requisições utilizando o protocolo HTTPS. Este protocolo utiliza uma camada SSL para criptografar todos os dados transferidos entre o cliente e o servidor, provendo maior grau de segurança, confidencialidade e confiabilidade dos dados. A camada SSL é compatível com certificados X.509, que são os certificados digitais fornecidos e assinados por grandes entidades certificadoras no mundo.

## Configuração
Os arquivos de configuração, por padrão, em ambientes Unix-like, residem no diretório /etc/apache. O servidor é configurado por um arquivo mestre nomeado httpd.conf e opcionalmente pode haver configurações para cada diretório utilizando arquivos com o nome .htaccess, onde é possível utilizar autenticação de usuário pelo próprio protocolo HTTP utilizando uma combinação de arquivo .htaccess com um arquivo .htpasswd, que guardará os usuários e senhas (criptografadas)

## Adoção
Em fevereiro de 2017, a adoção de Apache foi:
Brasil: 49,87% de todos os domínios.
Portugal: 58,57% de todos os domínios.
Mundial: 47.20% dos servidores ativos